# Ingvard Nielsen
Ingvard Børge Baunsgaard Nielsen (6. juli 1925 i Odense-16. maj 2010 i Odense) var en dansk atlet medlem af Odense Gymnastikforening.
Som ung mejerist på Hindsholm viste Ingvard Nielsen talent for at løbe. Under krigen vandt han et løb i Kerteminde, og det blev starten på en flot karriere som mellemdistanceløber i Odense GF. Han sat 1947 fynske rekorder på en mile og 800 meter. Det kulminerede med deltagelsen på 1500 meter ved OL i London i 1948, hvor han dog med 4,01,7 ikke helt kunne leve op til de flotte tider, han ellers normalt præsterede 1500 meter.
Ingvard Nielsens søn Peter Nielsen spillede på B.1913s divisionshold i fodbold. 
Det sidste års tid boede Ingvard Nielsen på plejehjemmet i den gamle Rytterkaserne i Odense på grund af tiltagende demens, hvor han døde 16 maj 2010..

## Danske mesterskaber
- Bronze 1947  800 meter 1,57,0

## Personlige rekord
- 1500 meter: 3,54,2 (1948)